# Amt Schradenland
Amt Schradenland és un amt ("municipalitat col·lectiva") del districte d'Elbe-Elster, a Brandenburg, Alemanya. Té una extensió de 75,42 km² i una població de 5.166 habitants (2007). La seu és a Gröden. El burgmestre és Christa Schliebe.

## Subdivisions
L'Amt Schradenland és format pels municipis:
1. Gröden
2. Großthiemig
3. Hirschfeld
4. Merzdorf